# Phyllonorycter cytisifoliae
Phyllonorycter cytisifoliae är en fjärilsart som först beskrevs av M. Hering 1927.  Phyllonorycter cytisifoliae ingår i släktet guldmalar, och familjen styltmalar.
Artens utbredningsområde är Spanien. Inga underarter finns listade i Catalogue of Life.